# Boiro
Boiro – gmina w Hiszpanii, w prowincji A Coruña, w Galicji, o powierzchni 86,58 km². W 2011 roku gmina liczyła 19 165 mieszkańców.